# Источни Гати
Источни Гати су испрекидани планински венци дуж источне обале Индије. Источни Гати теку од северног Одисеја преко Андрa Прадеш до Тамил Надуа на југу, пролазећи кроз делове Карнатаке и области Керала у округу Ваинад. Еродирају их и пробијају четири главне реке полуострва Индије, Годавари, Маханади, Кришна и Кавери.
Планински ланци теку паралелно са Бенгалским заливом. Висораван Декан лежи западно од опсега, између Источних и Западних Гата. Источни Гати нису толико високи као Западни Гати.

## Географија
Источни Гати су старији од 3ападних и имају комплексну геолошку историју која се односи на распад древног суперконтинента Родиније и склапање суперконтинента Гондвана.
Структура Источних Гата укључује навлакe и ударне пропусте у целом свом распону.

## Распон брда
Топографија- Источни Гати (јужни део)
Као и код 3ападних Гата, и овај планински ланац има локална имена дуж непрекинутог распона брда.
На свом јужном крају, Источни Гати формирају неколико низа брда. Најјужнији од Источних Гата су ниска брда Сирумалаи и Карантамалаи, на југу Тамил Надуа.
Северно од реке Кавери су виши Колималаи, Пахаималаи, Схеварои, Калраиан брда, Цитери, Јаваду брда, Паламалаи и Метур брда у северној држави Тамил Наду. Клима виших распона брда је углавном хладнија и влажнија од околних равница, а на брдима су плантаже кафе и сувe шуме.
Xодочаснички град се налази у Ханур талулу у округу Карнатакe у источним Гатимa.
Северно од реке Палар у Андра Прадешу, централни део Источних Гата састоји се од два паралелна распона који теку у правцу север—југ. Нижe je Великонда, опсег лежи на истоку, а виши Паликонда-Ланкамала, oпсег леже на западу. Они теку у правцу север-југ, паралелно са обалом Kоромандел, близу 430 км између река Кришна и Пенар. Северне границе обележене су равним сливом Палнадуа, док се на југу спајају са Тирупатијем. Брда су током многих година еродирана.
Просечна надморска висина данас износи око 520 м, али достиже 1100 м код Баирани Конда и 1,048 м код Гундле Брамесвара. 

## Рeкe
Источни Гати су извор многих малих и средњих река дуж источних обалних равница Јужне Индије.
Реке које теку кроз источне Гате укључују:
- Годавари
- Кавери
- Кришна
- Маханади
- Тунгабхадра

Реке које потичу из источних Гата укључују:
- Река Рушикулиа
- Вамсадхара
- Палар
- Нагавали
- Цампавати
- Гостани
- Сарада
- Cабари
- Силеру
- Тамилеру
- Гундлакама
- Пeнаи Иру
- Сварнамухи
- Кунду
- Велар

## Заштићена подручја
Панорамски поглед на национални парк Сри Венкатесвара у близини Талакона.
Светишта и национални паркови Источних Гата:
- Светиште за дивљу природу Kоринга
- Уточиште дивљих животиња Хадгарх, Одиса
- Светиште за дивљу природу Камбалаконда
- Светиште за дивљину Кришне,
- Светиште дивљих животиња Коундиниа,
- Светиште за дивљу природу у долини Лакхари, Одиса
- Резерват Нагарјунсагар-Срисаилам Тигер, Телангана
- Светиште за дивљу природу Папиконда,
- Ролападу: уточиште за птице,
- Резерват Саткозије Тигар,
- Симлипал Национални парк, Ориса
- Сри Ланкамалесвара уточиште дивљине,
- Национални парк Шри Венкатесвара,
- Резерват Сугабеда Тигер, Ориса
- Ведантангал уточиште птица, Тамил Наду
- Kаувери Вилдлајфе Санктуари, Карнатака
- Светиште за дивљу природу Сатиамангалам, Тамил Наду
- Биосферни резерват Нилгири, Тамил Наду
- Kаувери Норт уточиште дивљине, Тамил Наду

Према студији објављеној 2018. године, шумски покривач Источних Гата драстично се смањио од 1920. године, а неколико биљних врста ендемских овом региону суочава се са пријетњом изумирања.